# 章平王
潤（？—前232年），是古朝鲜之箕子朝鲜的君主，子姓。东史年表认为在位於前251年至前232年，諡號章平王（韓語：장평왕），後王位由兒子否繼承。